# Never Alone (2 Brothers on the 4th Floor)
Never Alone è un singolo discografico del gruppo musicale olandese 2 Brothers on the 4th Floor, pubblicato nel 1993. È il primo disco che vede la collaborazione fra i due produttori e i cantanti Des'Ray (vocalist) e D-Rock (rapper).

## Il disco
Il singolo è stato pubblicato a livello internazionale in varie edizioni contenenti da 2 a 6 tracce. Queste comprendono due o più remix della title track, dei quali il più conosciuto è sicuramente il remix radiofonico europeo (Euro Radio Mix), e il brano Dancin' Together, presente in alcune edizioni.
Il brano Never Alone, scritto dai 2 Brothers on the 4th Floor e da D-Rock, è un tipico esempio del genere eurodance. La canzone alterna ritornelli cantati da Des'Ray e strofe rappate da D-Rock. Il testo, prettamente antirazzista, invita bianchi e neri a ballare insieme e a unirsi per mettere fine alle violenze, battersi per la pace e persino salvare l'ozono.
Nel 2007 il gruppo ha pubblicato un nuovo remix jumpstyle intitolato Never Alone 2.

## Tracce
CD Maxi-Single(Bounce Records 2000592)
1. Never Alone (Euro Radio Mix) – 4:11 (Bobby Boer, Dancability, D-Rock)
2. Never Alone (US Radio Mix) – 3:34 (Bobby Boer, Dancability, D-Rock)
3. Never Alone (Club Mix) – 5:20 (Bobby Boer, Dancability, D-Rock)
4. Never Alone (Extended Euro Mix) – 5:48 (Bobby Boer, Dancability, D-Rock)
5. Dancin' Together (Cowboy Dub) – 3:41 (Bobby Boer, Dancability)

## Classifiche
| Classifica (1994)          | Posizione raggiunta |
| -------------------------- | ------------------- |
| Italia (Hit Parade Italia) | 18                  |
| Paesi Bassi (Mega Top 50)  | 2                   |
| Svezia (Sverigetopplistan) | 38                  |